# Народни музеј Црне Горе
Народни музеј Црне Горе јесте музеј који се налази у историјском језгру Цетиња, основан је 1926. године. 
Комплексног је типа и састављен је од више организационих јединица: историјски музеј, Музеј краља Николе, Музеј Петра II Петровића Његоша, Његошева родна кућа, Његошев маузолеј на Ловћену, Рељеф Црне Горе и маузолеј Владике Данила и многи други. Сами музеји смјештени су у утврђењима која су културно-историјски споменици огромног значаја. Административно седиште се налази у згради Владиног дома, која је изграђена 1910. године. У њој су смештане сталне поставке историјског и уметничког музеја.

## Историјат
Током 1836.  формиран је посебан простор у коме је излагано трофејно оружје, заставе и црквени предмети. 52 године касније (1890. године), музеј је пресељен у зграду Лабораторије, а недуго након тога донешен је закон о Књажевској црногорској библиотеци и музеју бива формиран музеј у згради Зетског дома. 
Музеј је финално формиран 1926. године. 
Прецизнија документација у музеју се води од 1976.
Стална поставка је оформљена 1989. године. Име је финално промењено 1992. године у име које и дан данас носи.
Из музеја је на различите начине током ХХ вијека отуђен и украден велики број вриједних предмета. Ово питање је истраживала комисија на челу са Јованом Маркушом и остварила је дјелимичан успјех. Према неким изворима, украедено је преко 3000 предмета.